# أغوستين روتشا
أغوستين روتشا (بالإسبانية: Augustín Rocha Cano)‏ هو مجدف أرجنتيني، ولد في 10 مايو 1971.

## وصلات خارجية
- أغوستين روتشا على موقع الاتحاد الدولي للتجديف (الإنجليزية)
- أغوستين روتشا على موقع اللجنة الأولمبية الدولية (الإنجليزية)
- أغوستين روتشا على موقع أوليمبيديا (الإنجليزية)